# Meat Whiplash
I Meat Whiplash sono stati un gruppo rock scozzese tra i primi ad incidere per la Creation Records.
Il gruppo era formato da Paul McDermott (cantante), Stephen McLean (chitarrista), Edward Connelly (bassista) and Michael Kerr (batterista). 
Il nome del gruppo deriva da una canzone incisa come lato B di un singolo dai The Fire Engines. Dopo lo scioglimento fondarono i The Motorcycle Boy allargando l'organico con l'entrata della cantante Alex Taylor (degli The Shop Assistants) nel 1987.
Realizzarono un solo singolo, Don't Slip Up, nel 1985, che trascorse 19 settimane nelle classifiche indipendenti britanniche, dove raggiunse la posizione n.3.
Sono rimasti famosi anche per aver aperto i concerti ai The Jesus and Mary Chain nel famoso  "riot gig" al North London Polytechnic il 15 marzo 1985.
Hanno anche suonato una session al programma radiofonico di John Peel per la BBC Radio 1 nell'ottobre dello stesso anno.

## Discografia

### Singoli
- Don't splip up (7") (1985) Creation Records